# اچ‌ام‌اس ریس‌هورس (۱۷۵۷)
اچ‌ام‌اس ریس‌هورس (۱۷۵۷) (به انگلیسی: HMS Racehorse (1757)) یک کشتی بود. این کشتی در سال ۱۷۵۷ ساخته شد.